# Lantbrevbäring
Lantbrevbäring är en postservice i framförallt glest befolkade områden. Tjänsten utförs av lantbrevbärare, av praktiska skäl numera ofta bilburen och betrodd med utvidgade uppgifter. Har ibland kallats "rullande postkontor".

## Lantbrevbäring i Sverige

### Historik

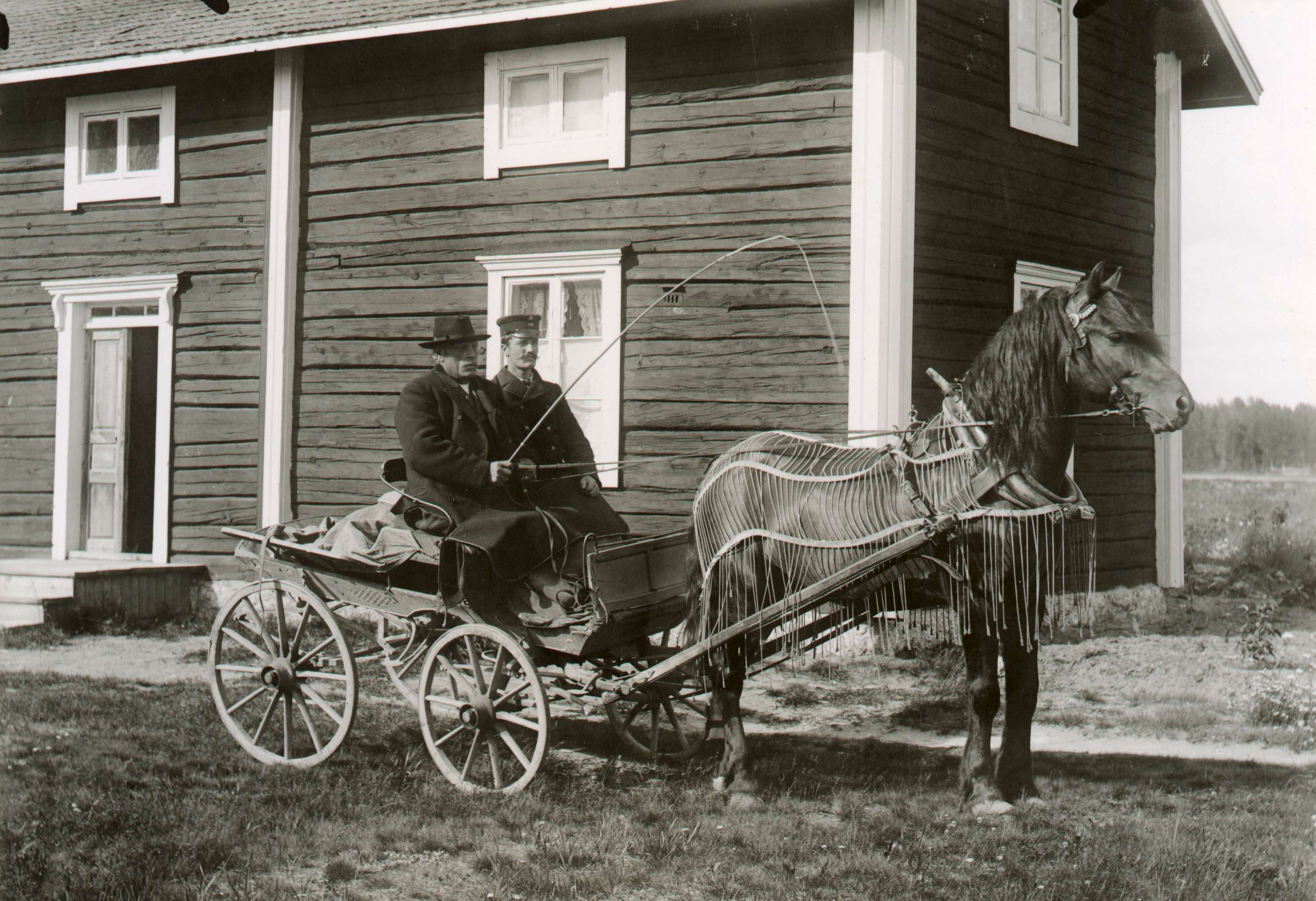
Postförare i Bodums socken, Ångermanland, tidigt 1900-tal.

Lantbrevbäring började införas i Sverige efter beslut av 1877 års riksdag (Sveriges riksdag). Generalpoststyrelsen bemyndigades den 1 juni 1877 att inrätta lantbrevbäring. Under senare delen av år 1877 gjordes förberedelser för inrättande av lantbrevbäringslinjer. Dessa förberedelser resulterade i den första av Postverket utgivna instruktionen för lantbrevbärare.
När sedan linjer inrättades kom flera av dessa att ersätta små olönsamma poststationer.
Från början var det gående lantbrevbärare. I slutet på 1880-talet kom även de första åkande lantbrevbärarna. Då var det hästskjutsar som gällde.
Kring sekelskiftet kom cykeln att vinna insteg. Notera dock att linjerna fortfarande benämndes gående lantbrevbäring. På vissa linjer användes roddbåt. Under 1920-talet börjar bilen respektive motorcykeln att användas för lantbrevbäring. Dessa benämns då även åkande lantbrevbärare.
Under 1930-talet kom utdelningen längs många åkande lantbrevbäringslinjer att övertas av bussbolag och ske i samband med vanliga reguljära bussturer, med postväskor. Speciellt skedde detta i Norrland.
Från mitten på 1950-talet började Postverket dra in poststationer i större skala och ersätta dessa med lantbrevbäring. Detta är en utveckling som fortsatt in i modern tid.

### Postföring
Lantbrevbäring innebär i första hand distribution av post och tillhandahållande av vissa tjänster – exempelvis betaltjänster. Dock har lantbrevbäring tidigare också kombinerats med postföring. Detta betyder att lantbrevbäraren även transporterade post mellan två eller flera fasta postinrättningar, exempelvis poststation.
Åkande lantbrevbärare och postförare kunde även medföra brevlådor där man kunde posta sin post.

### Tjänster
Tjänsteutbudet från lantbrevbäringen har ständigt utökats. Förutom utdelning och inhämtning av brev och paket utförde man betaltjänster åt V65, Postgirot och Postsparbanken (Post- och Kreditbanken → PKBanken → Nordbanken). Historiskt var det viktigt att lantbrevbäringen när den inrättades fick ta upp och dela ut brev under samma tur utan att de postbehandlades vid en fast postinrättning.
Den moderna lantbrevbäringen utför även på vissa linjer olika andra tjänster av social och omsorgskaraktär efter avtal med kommuner.

### Stationär lantbrevbäring
Under 1920-talet uppstod en efterfrågan på fast postal service i mindre orter, där det inte var ekonomiskt försvarbart med inrättande av en poststation. Detta resulterade i att Postverket införde så kallade stationära lantbrevbärare, vilka hade ett motsvarande tjänsteutbud som vanliga ambulerande lantbrevbärare, men hade en fast lokal med fasta tider under någon eller några timmar under några eller alla veckans dagar. Totalt inrättades 193 stationära lantbrevbärare innan denna tjänst bytte namn till postombud från 1 januari 1933.

### Filateli
Frimärkssamlare (filatelister) kan samla på olika spår från lantbrevbäringslinjer antingen i form av datumstämplar eller genom olika använda postala blanketter.
Från 1880-talets senare hälft och fram till några år efter sekelskiftet 1900 tilldelades en del lantbrevbärare en egen datumstämpel. De kunde således stämpla frimärkena på breven de tog emot och avlämnade under turen. Tidigare (och även senare) kunde frimärken på försändelser som inte behandlades vid en fast postinrättning makuleras genom att man kryssade med en penna. 
Två typer av lantbrevbärarstämplar användes under denna första period. Den ena innehåller antingen förkortningen LANDTBR. eller LANDTBREF.B. och ett nummer, bestående av antingen enbart siffror eller vanliga siffror följda av Romerska siffror. Dessa båda varianter betecknar linjens nummer. Sedan följde en period där endast två stämplar på slutet av 1920-talet användes för så kallad stationär lantbrevbäring.
I början på 1940-talet fick lantbrevbärarna fyrkantiga gummistämplar där linjens namn i form av den fasta postinrättningens namn samt ett lokalt löpnummer. Datum och årtal skrev lantbrevbäraren i själv med kulspetspenna. Denna stämpel var EJ avsedd för att stämpla frimärken med utan enbart för användning på olika blanketter och avieer. Det förekommer dock både felaktigt stämplade frimärken på försändelser och frimärken som enligt reglerna stämplats korrekt när de används för lantbrevbärarens ekonomiska redovisning.
Från omkring 1968–1969 infördes datumstämplar av samma typ som användes vid fasta postinrättningar. I regel står postinrättningens namn överst och nederst står LBB och ett lokalt nummer på linjen. Det finns dock flera varianter.

### Personal- och genusperspektiv
Såväl postföringslinjer, som poststationer och lantbrevbäringslinjer var från början utlagda på entreprenad. I många fall utförde entreprenören själv tjänsten, men det finns flera exempel på att kontraktsinnehavaren lät sitt tjänstefolk eller familjemedlemmar sköta arbetet.
När det gällde lantbrevbäring var det länge inte tillåtet för kvinnor att vara kontraktsinnehavare eller utförare. Ett motiv som anfördes var att kvinnor inte kunde bära skjutvapen. År 1917 blev det tillåtet att kontraktera kvinnliga lantbrevbärare. Totalt kom 17 kvinnor att kontrakteras det året. Detta av över 2 500 kontrakt totalt. 